# P/2019 LD2 (ATLAS)
P/2019 LD2 (ATLAS) est une comète de la famille de Jupiter.